# عزلة كحلان (حجة)

تعديل مصدري - تعديل

عزلة كحلان هي إحدى عزل مديرية كحلان عفار في محافظة حجة اليمنية ويبلغ تعداد سكانها 6815 نسمة حسب التعداد السكاني في اليمن لعام 2004.